# Tord Peterson
Tord Greger Peterson, född 21 april 1926 i Danderyds församling i Stockholms län, död 11 januari 2021 i Röke distrikt, Skåne, var en svensk skådespelare.

## Biografi
Peterson började i början av 1950-talet utbilda sig till ingenjör vid Stockholms Tekniska Institut men blev mer intresserad av teater, till viss del genom barndomsvännen Axel Düberg. 1953 sökte han sig till Borgarskolans teaterlinje och därefter till Willy Koblancks teaterskola. Han började sedan i mitten av 1950-talet att spela vid källarscener som Teatern i Gamla stan, sedermera Munkbroteatern, och Marsyas-Teatern samt vid Studentteatern och Pionjärteatern. Mot slutet av samma decennium började han turnera med Riksteatern och kom senare, efter en säsong 1960–61 vid Per Simon Edströms Arenateater, 1961 till Kretsteatern i Borås, var mellan 1967 och 1971 engagerad först vid Uppsala stadsteater och senare i Västerås, 1971–1974 vid Stockholms stadsteater, 1974–1978 vid Folkteatern i Göteborg, 1978–1980 vid Helsingborgs stadsteater, 1980–1985 vid Uppsala Stadsteater och slutligen från 1986 vid Dramaten. 
Peterson hade en lång teater- och filmkarriär där framför allt teaterkarriären innefattade många stora karaktärsroller. Trots detta verkade han länge i skymundan för den breda allmänheten, och i film och i tv har han mestadels synts i små men pregnanta biroller där hans lite kantiga utseende många gånger gjort att han placerats i skurkfacket som tjuv, mördare eller dylikt. I en av de första rättegångarna för TV-teatern 1959 fick han agera dynamitard och i Arne Mattssons Nattmara (1965) fick han spela en strypmördare samt torped i densammes Smutsiga fingrar (1973). Vad gäller tv-roller kan nämnas Blanco Posnet i Blanco Posnets hängning (1969), Kurt i Dödsdansen (1980) och fogden Borre i Rid i natt! (1985). 
På äldre dagar fick han ett genombrott i en ganska liten roll som en av bröderna i Colin Nutleys populära långfilm Änglagård (1992). I denna visade han sig vara en betydande karaktärsskådespelare. Med sin buttra och tystlåtna framtoning blev han den andre jovialiske och bullrande broderns – spelad av Ernst Günther – effektiva kontrast. Han spelade samma roll i de två uppföljarna till filmen som gjordes 1994 och 2010. För rollprestationen i den andra filmen i serien var han nominerad till en guldbagge. 2003 spelade han en av de intagna på äldreboendet Solbacken i Carin Mannheimers TV-serie Solbacken Avd. E. Peterson var verksam som skådespelare in på mitten av 2010-talet. I sin sista filmroll gjorde han en av huvudrollerna som den skuldtyngde fadern Gerlof Davidsson i kriminalfilmen Skumtimmen 2013.
År 1967 erhöll han Teaterförbundets Vilhelm Moberg-stipendium. Han var till sin död 2021 gift med skådespelerskan Ulla Blomstrand. De är gravsatta på Sandsborgskyrkogården i Stockholm.

## Filmografi

### Film
- 2013 – Skumtimmen – Gerlof
- 2012 – Rendez-vous à Kiruna – Thomas
- 2010 – Änglagård – tredje gången gillt – Ivar Pettersson
- 2009 – Pettson och Findus – Glömligheter – Pettson (röst)
- 2005 – Pettson & Findus – Tomtemaskinen – Pettson (röst)
- 2004 – Populärmusik från Vittula – Knut
- 2003 – Kommer du med mig då – Theodors farfar
- 2003 – Sprickorna i muren – Ebbeling
- 2001 – Øyenstikker – Sven
- 2000 – Pettson och Findus – Kattonauten – Pettson (röst)
- 1999 – Pettson och Findus – Katten och gubbens år – Pettson (röst)
- 1999 – Sherdil – Stallchefen
- 1997 – Coffee
- 1996 – Att stjäla en tjuv – Vagabond
- 1996 – Juloratoriet – Björk
- 1994 – Änglagård – andra sommaren – Ivar Pettersson
- 1994 – Ingen som du – Erik
- 1992 – Den goda viljan – Kusken
- 1992 – Änglagård – Ivar Pettersson
- 1980 – Sverige åt svenskarna – Svensk soldat
- 1980 – Den enes död... – Olsson
- 1975 – Faneflukt – Landfiskal Falck
- 1975 – Ungkarlshotellet – Tage
- 1975 – Figaros bröllop – Greve Almaviva
- 1974 – En enkel melodi – Patient
- 1972 – Mannen från andra sidan (ryska: Chelovek s drugoy storony) – Tutarns
- 1973 – Das blaue Hotel – Chris Siringo
- 1973 – Smutsiga fingrar – Kurre, gorilla
- 1972 – Smekmånad – Konsumchef
- 1970 – Ann och Eve – de erotiska – Kyrkoherde
- 1970 – Grisjakten – John Blenheim-Ahlskog
- 1969 – Skottet – Förare
- 1965 – Nattmara – Max Eriksson-Berg
- 1960 – De sista stegen – Nattvakt
- 1959 – Med mord i bagaget – Ib
- 1959 – Guldgrävarna – Gangster
- 1958 – Den store amatören – skådespelare i "Othello" (okrediterad)
- 1956 – Den hårda leken – Fimpen (okrediterad)

### TV-serier och TV-filmer
- 2003 – Belinder auktioner (TV-serie) – von Hartman
- 2003 – Solbacken: Avd. E (TV-serie) – George
- 2003 – Järnvägshotellet (TV-serie) – Helge
- 2001 – En fot i graven (TV-serie) – Sven
- 1999 – Jakten på en mördare (TV-serie) – Åke Sundgren
- 1997 – Larmar och gör sig till – Algot Frövik
- 1997 – Skärgårdsdoktorn (TV-serie) – Erling Norman (1 avsnitt, 2000)
- 1993 – Snoken (TV-serie) – Kung Claudius (1 avsnitt, 1993)
- 1989 – Husbonden – piraten på Sandön (TV-serie) – Polis
- 1988 – Månguden – jägmästare
- 1986 – Torkhuven
- 1985 – Rid i natt! (TV-serie) – Borre, slottet bailiff
- 1984 – Polisen som vägrade ge upp (TV-serie) – Valfrid Hult
- 1984 – Den stora muren
- 1984 – Haren och vråken – General Piper
- 1983 – Midvinterduell – Polismästaren
- 1982 – Vårt dagliga bröd – Arne
- 1982 – Time Out (TV-serie)
- 1980 – Dödsdansen – Kurt
- 1979 – Godnatt, jord (TV-serie) – Alfred vid Dundret
- 1979 – Selambs (TV-serie) – byggmästare
- 1978 – Peters baby (TV-serie)
- 1977 – Hammarstads BK (TV-serie) – chef
- 1976 – Kamrer Gunnarsson i skärgården – Båtsman
- 1975 – Alla ungar under vingarna – Olov
- 1974 – Modern och stjärnan – Lundholm
- 1974 – Tjena Gary – portvakt
- 1974 – Erik XIV – Jöran Persson
- 1974 – Brända tomten – Sjöblom, målare
- 1974 – Rågvakt – Manager
- 1973 – Makt på spel (TV-serie) – Nylén
- 1972 – Herrarna i hagen (TV-serie) – fiskare
- 1971 – Hem till byn (TV-serie) – Henrik (4 avsnitt, 1976)
- 1971 – I havsbandet (TV-serie)
- 1971 – Is – Valter
- 1970 – Tretton dagar (TV-serie) – Anton
- 1970 – Ett möte på Kretjetovkastationen – Dygin
- 1969 – Biprodukten – A-lagare
- 1969 – Res till Mallorca! – Affe
- 1969 – Den girige – Inspektör
- 1969 – Blanco Posnets hängning – Blanco Posnet
- 1969 – Solens barn
- 1969 – Bära narrkåpa – Journalist
- 1951 – Foreign Intrigue – Short strong man (1 avsnitt, 1953)

## Teater

### Roller
| År   | Roll                                                                          | Produktion                                                                       | Regi               | Teater                     |
| ---- | ----------------------------------------------------------------------------- | -------------------------------------------------------------------------------- | ------------------ | -------------------------- |
| 1960 | Förste vakten                                                                 | Antigone Jean Anouilh                                                            | Lars-Erik Liedholm | Munkbroteatern             |
| 1960 |                                                                               | Ture Sventon i London Åke Holmberg                                               | Nils Olsén         | Stockholms skolbarnsteater |
| 1963 |                                                                               | Värdshusvärdinnan (La locandiera) Carlo Goldoni                                  | Kåre Santesson     | Fästningsspelen i Varberg  |
| 1970 | Premiärminister von Walter                                                    | Kärlek och politik (Kabale und Liebe) Friedrich Schiller                         | Anders Carlberg    | Stockholms stadsteater     |
| 1973 | Hertigen av Cornwall                                                          | Kung Lear (King Lear) William Shakespeare                                        | Kalle Holmberg     | Stockholms stadsteater     |
| 1973 | Erik, lagledare                                                               | IK Kamraterna Sigvard Olsson och Fred Hjelm                                      | Fred Hjelm         | Stockholms stadsteater     |
| 1978 | Joe                                                                           | I skuggan (The Shadow Box) Michael Cristofer                                     | Claes Sylwander    | Helsingborgs stadsteater   |
| 1988 | Likdrängen Kyrkvaktaren Arbetsfogden Borgaren Knipperdollink Paret i prologen | Mäster Olof August Strindberg                                                    | Lennart Hjulström  | Dramaten                   |
| 1988 | Fjärde författaren Poplavskij Rimskij Johan Strauss Rjuchin                   | Mästaren och Margarita (Мастер и Маргарита, Master i Margarita) Michail Bulgakov | Jurij Ljubimov     | Dramaten                   |
| 1990 | Hultman                                                                       | Carl XII August Strindberg                                                       | Jan Bergman        | Dramaten                   |
| 1991 | Solvejgs far Kaptenen                                                         | Peer Gynt Henrik Ibsen                                                           | Ingmar Bergman     | Dramaten                   |
| 1991 | Smee                                                                          | Peter Pan J.M. Barrie                                                            | Jackie Söderman    | Dramaten                   |
| 1998 | Andra guden Prästen                                                           | Den goda människan från Sezuan (Der gute Mensch von Sezuan) Bertolt Brecht       | Thorsten Flinck    | Dramaten                   |
| 1999 | Lektor Barfolk                                                                | Markurells i Wadköping Hjalmar Bergman                                           | Peter Dalle        | Dramaten                   |